# Renate
Renate – miejscowość i gmina we Włoszech, w regionie Lombardia, w prowincji Monza i Brianza.
Według danych na rok 2004 gminę zamieszkuje 3731 osób, 1865,5 os./km².
Urodził się tutaj włoski duchowny rzymskokatolicki ks. kardynał Dionigi Tettamanzi.